# Dendrolobium
Dendrolobium é um género botânico pertencente à família Fabaceae.